# Veyrier-du-Lac
Veyrier-du-Lac [veʁje dy lak] ist eine französische Gemeinde im Département Haute-Savoie in der Region Auvergne-Rhône-Alpes.

## Geographie

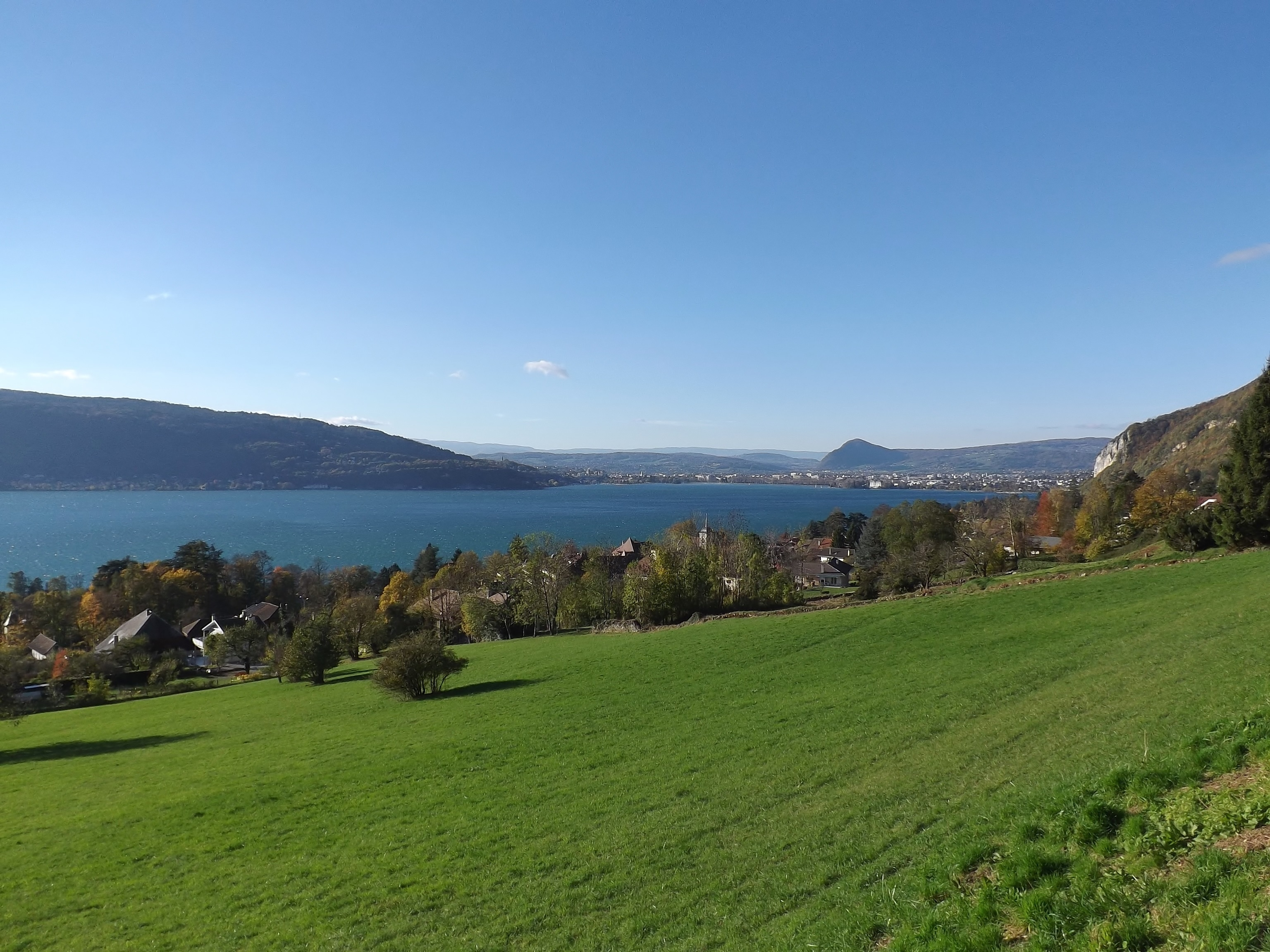
Blick über den Ort auf den See mit Annecy im Hintergrund

Veyrier-du-Lac liegt auf 500 m, etwa fünf Kilometer südöstlich der Stadt Annecy (Luftlinie). Das Dorf erstreckt sich an sonnenexponierter Lage am östlichen Ufer des Lac d’Annecy, am Fuß von Mont Veyrier und Mont Baret, die zu den Bornes-Alpen gezählt werden.
Die Fläche des 8,21 km² großen Gemeindegebiets umfasst einen Abschnitt am Ostufer des Lac d’Annecy. Im Bereich von Veyrier-du-Lac ist das Seeufer relativ flach, nur ganz im Norden gibt es steilere Uferpartien. Nach Osten erstreckt sich das Gemeindeareal über den zunächst sanft ansteigenden Hang von Veyrier bis auf den Mont Veyrier, auf dem mit 1291 m die höchste Erhebung von Veyrier erreicht wird. Der Berg wird von einem charakteristischen Felsabhang gekrönt. Südlich an den Mont Veyrier schließt der Höhenrücken des Mont Baret (1243 m) an.
Zu Veyrier-du-Lac gehören neben dem eigentlichen Ortskern auch die Siedlungen:
- Chavoire (470 m) am Seeufer nördlich an Veyrier-du-Lac anschließend
- Morat (510 m) am Westfuß des Mont Baret südlich an Veyrier-du-Lac anschließend

Nachbargemeinden von Veyrier-du-Lac sind Annecy-le-Vieux im Norden, Alex im Osten, Menthon-Saint-Bernard im Süden sowie Sevrier und Annecy im Westen.

## Geschichte
Das Gemeindegebiet von Veyrier-du-Lac war bereits im Neolithikum und während der Römerzeit besiedelt.
Der Ortsname geht auf den gallorömischen Personennamen Verius oder Virius zurück und bedeutet so viel wie Landgut des Verius/Virius. Bis 1901 hieß die Gemeinde Vairier-d’Annecy, danach wurde der heutige Name eingeführt. Seit der zweiten Hälfte des 19. Jahrhunderts ist Veyrier-du-Lac dank seiner Lage und dem milden Klima ein beliebter Aufenthaltsort von Malern und Schriftstellern.

## Bevölkerung
| Jahr                       | 1962 | 1968 | 1975 | 1982 | 1990 | 1999 | 2006 | 2012 | 2020 |
| Einwohner                  | 943  | 1311 | 1700 | 1770 | 1967 | 2063 | 2130 | 2327 | 2286 |
| Quellen: Cassini und INSEE |      |      |      |      |      |      |      |      |      |

Mit 2308 Einwohnern (Stand 1. Januar 2022) gehört Veyrier-du-Lac zu den mittelgroßen Gemeinden des Départements Haute-Savoie. Seit Beginn der 1960er Jahre wurde dank der attraktiven Wohnlage und der Nähe zu Annecy eine deutliche Bevölkerungszunahme verzeichnet. Außerhalb des alten Ortskerns und an den Berghängen wurden zahlreiche neue Einfamilienhäuser und Villen errichtet.

## Sehenswürdigkeiten
Die Pfarrkirche Saint-Maurice wurde im Stil der Neugotik errichtet. Von den profanen Bauwerken sind das Château de la Ruaz aus dem 16. Jahrhundert und das Château de Fésigny zu erwähnen.

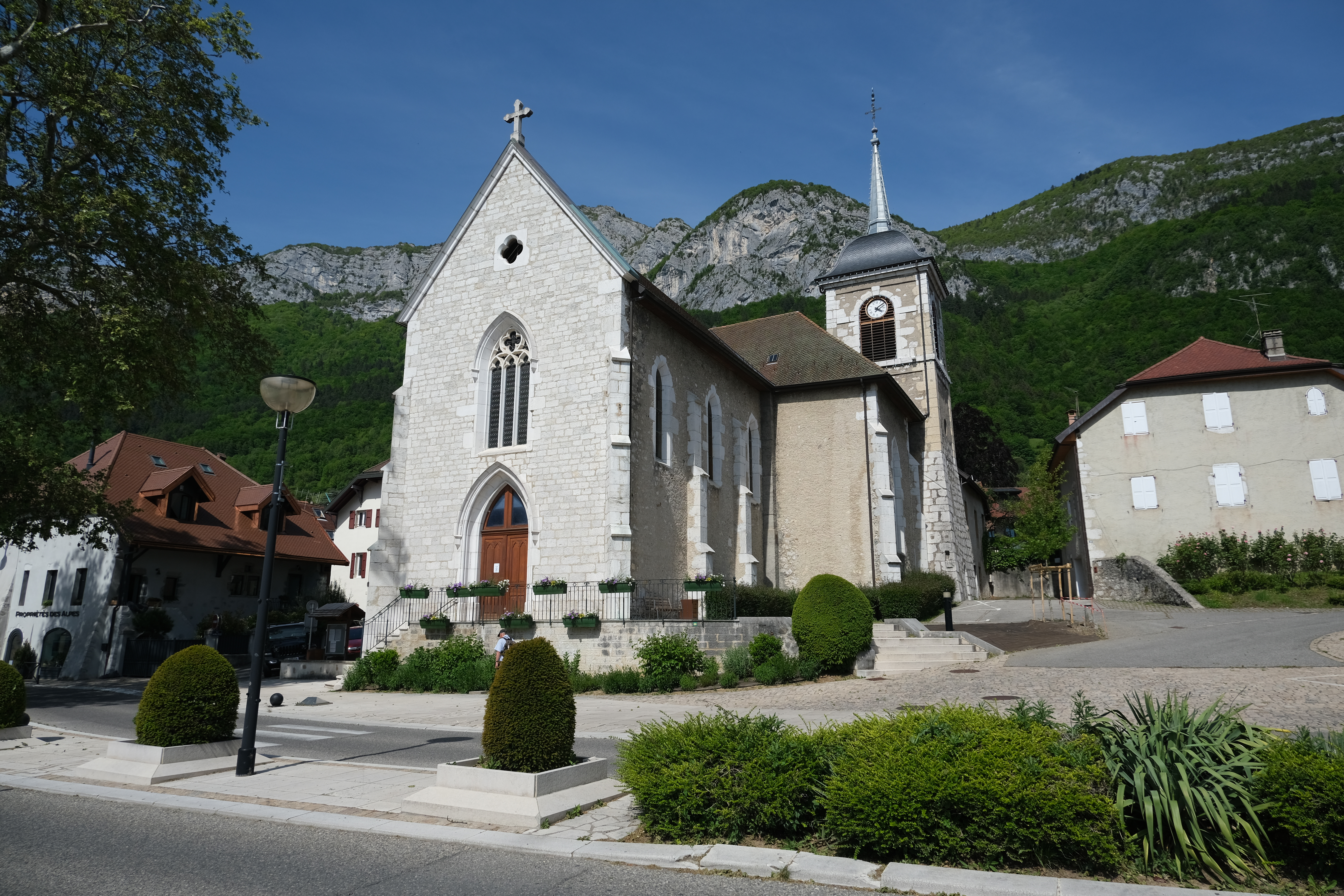
Kirche Saint-Maurice
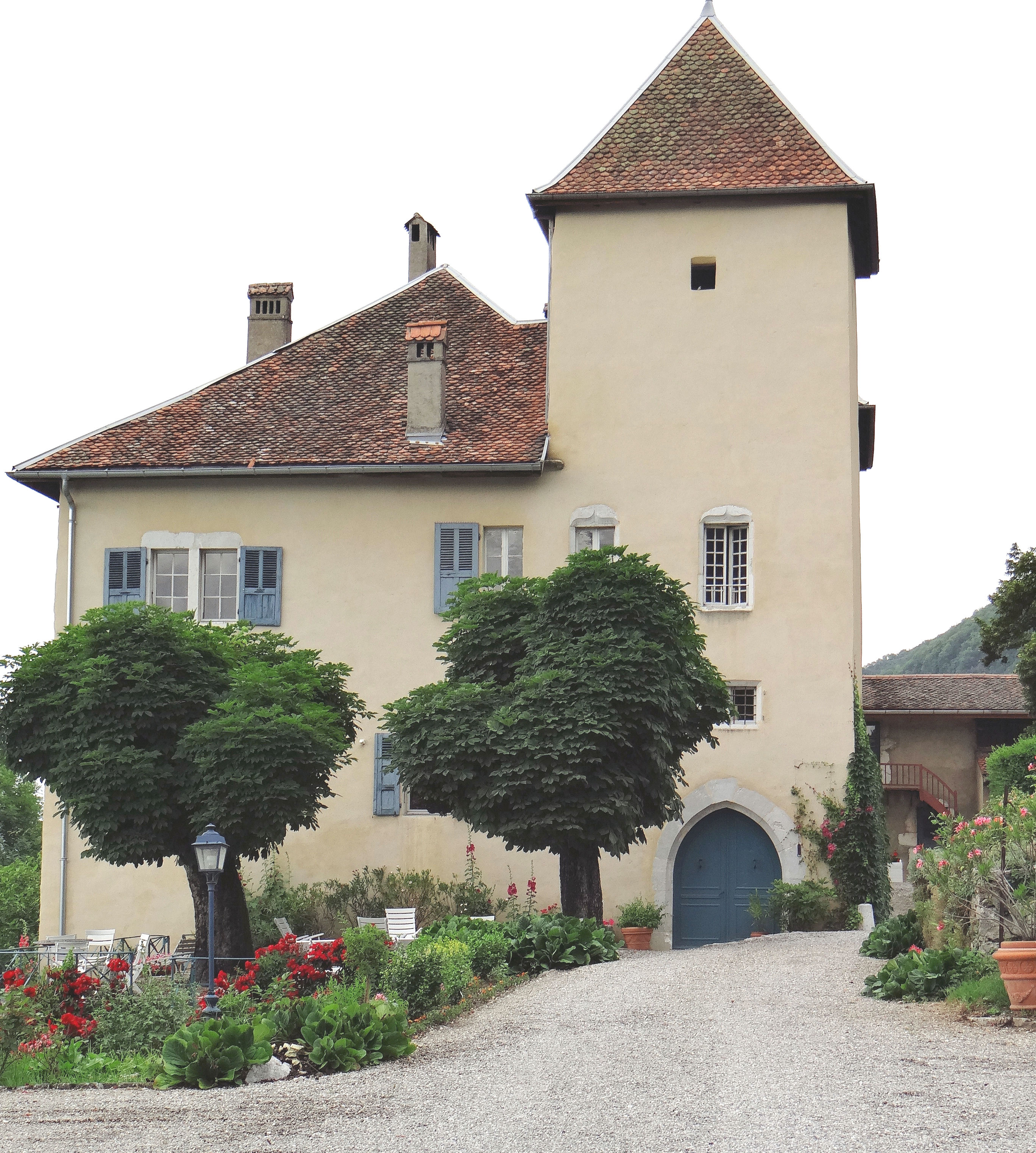
Schloss Fésigny

## Wirtschaft und Infrastruktur
Veyrier-du-Lac war bis ins 20. Jahrhundert hinein ein vorwiegend durch die Landwirtschaft geprägtes Dorf. Heute gibt es einige Betriebe des Klein- und Mittelgewerbes. Viele Erwerbstätige sind Wegpendler, die in den größeren Ortschaften der Umgebung, insbesondere in Annecy ihrer Arbeit nachgehen. Dank seiner schönen Lage am See und des milden Klimas hat sich Veyrier-du-Lac in den letzten Jahrzehnten zu einem Ferienort entwickelt. Auch der Tagestourismus spielt eine bedeutende Rolle. Der Betrieb der Luftseilbahn von Veyrier-du-Lac auf den Mont Veyrier wurde indes 2001 eingestellt.
Die Ortschaft ist verkehrsmäßig gut erschlossen. Sie liegt an der Departementsstraße D 909, die von Annecy nach Thônes führt. Eine weitere regional wichtige Straßenverbindung besteht entlang dem östlichen Ufer des Lac d’Annecy mit Doussard. Der nächste Anschluss an die Autobahn A 41 befindet sich in einer Entfernung von rund zehn Kilometern.